# گریانوتوکسین
گرایانوتوکسین‌ها گروهی نزدیک به سموم عصبی هستند که به افتخار لوکوتو گرایانا‌ و همچنین گیاهی بومی ژاپن و به نام گیاه‌شناس آمریکایی قرن نوزدهم آسا گری نامگذاری شدند. گریانوتوکسین (گرایانوتوکسین-۳٬۵٬۶٬۱۰٬۱۴٬۱۶-هگزول ۱۴-استات) با نام‌های آندرومدوتوکسین، استیلندرومدول، رودوتوکسین و آسبوتوکسین نیز شناخته می‌شود. گریانوتوکسین‌ها توسط گونه‌های خرزه هندی و سایر گیاهان خانواده خلنگیان تولید می‌شوند. عسل تهیه شده از شهد و گرده این گیاهان نیز حاوی گرایانوتوکسین است و معمولاً به آن عسل توهم‌زا می‌گویند.
مصرف گیاه یا هر یک از محصولات ثانویه آن، از جمله عسل دیوانه، می‌تواند باعث واکنش سمی نادری به نام مسمومیت با گرایانوتوکسین، بیماری جنون عسل، مسمومیت با عسل یا مسمومیت رودودندرون شود. بیشتر در مناطق ترکیه و نپال به عنوان یک داروی تفریحی و طب سنتی تولید و مصرف می‌شود.

## خاستگاه
گریانوتوکسین به واسطهٔ گیاهان خانوادهٔ خلنگیان، به ویژه سرده‌های خرزه هندی، بره‌کش، آگاریستا، کرایبیودندرون، لوکوتو، لیونیا، پیریس تولید می‌شوند. سردهٔ خرزه هندی به تنهایی شامل بیش از ۷۵۰ گونه است که در سراسر جهان در بخش‌هایی از اروپا، آمریکای شمالی، ژاپن، نپال و ترکیه رشد می‌کنند. آنها می‌توانند در ارتفاعات مختلف، از سطح دریا تا بیش از ۳ کیلومتر (۹٬۸۰۰ فوت) رشد کنند. در حالی که بسیاری از این گونه‌ها حاوی گرایانوتوکسین هستند، تنها تعداد کمی مقدار قابل توجهی از گریانوتوکسین را دارا هستند. گونه‌هایی با غلظت بالا معمولاً در مناطقی از ترکیه در مرز دریای سیاه و در نپال یافت می‌شوند.

## ساختار شیمیایی
| گریانوتوکسین     | R 1  | R 2  | R 3 |
| گریانوتوکسین I   | اوه  | CH 3 | Ac  |
| گریانوتوکسین II  | CH 2 | CH 2 | اچ  |
| گریانوتوکسین III | اوه  | CH 3 | اچ  |
| گریانوتوکسین IV  | CH 2 | CH 2 | Ac  |

گریانوتوکسین‌ها ترکیبات آبگریز با وزن مولکولی کم هستند. آنها از نظر ساختاری به عنوان دی‌ترپن‌های حلقوی پلی هیدروکسیله شناخته می‌شوند. ساختار پایه یک سیستم حلقه ای ۵/۷/۶/۵ است که حاوی نیتروژن نیست. بیش از ۲۵ ایزوفرم گرایانوتوکسین از گونه‌های رودودندرون شناسایی شده است ، اما تصور گرایانوتوکسین I و III ایزوفرم‌های سمی اصلی باشند. گونه‌های مختلف رودودندرون حاوی چندین ایزوفرم گرایانوتوکسین مختلف هستند که به تفاوت در سمیت گیاه کمک می‌کند.

### استفاده تاریخی
اثرات مسموم کننده عسل دیوانه برای قرن‌ها مشکوک بوده است، از جمله سوابق مربوط به گزنفون، ارسطو، استرابون، پلینی بزرگ و کلوملا، که همگی بیماری ناشی از خوردن عسل «دیوانه کننده» را گزارش می‌دهند که گمان می‌رود از گرده یا شهد باشد. از Rhododendron luteum و Rhododendron ponticum. بر اساس گفته گزنفون، یک ارتش مهاجم یونانی به‌طور تصادفی با برداشت و خوردن عسل محلی آسیای صغیر مسموم شد، اما همه آنها بدون هیچ تلفاتی به سرعت بهبود یافتند. مهرداد ششم با شنیدن این واقعه دریافت مهاجمان خارجی از خطرات عسل محلی بی‌خبر هستند، سپس زمانی که سپاه پومپیوس در سال ۶۹ قبل از میلاد به هپتاکومت‌ها در آسیای صغیر حمله کرد، از عسل به عنوان سم عمدی استفاده کرد. سربازان رومی پس از خوردن عسل سمی دچار هذیان و حالت تهوع شدند که در این هنگام ارتش مهرداد ششم حمله کرد.